# Hrabstwo Dallas (Alabama)

Piramida wieku hrabstwa

Dallas – hrabstwo w stanie Alabama w USA. Populacja liczy 43 820 mieszkańców (stan według spisu z 2010 roku).
Powierzchnia hrabstwa to 2573 km² (w tym 33 km² stanowią wody). Gęstość zaludnienia wynosi 17 osób/km².

## Miejscowości
- Selma
- Valley Grande
- Orrville
- Selmont-West Selmont (CDP)